# Abudefduf

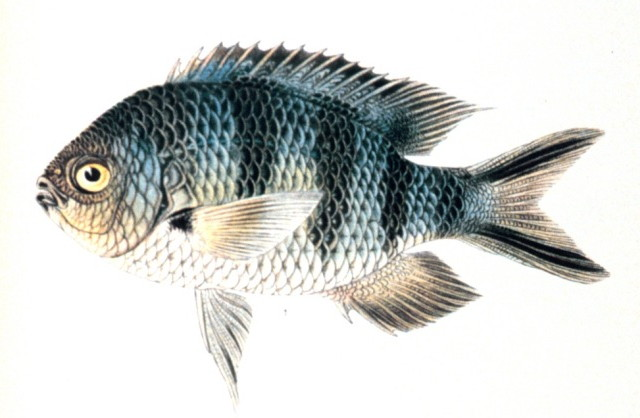
Abudefduf sexfasciatus

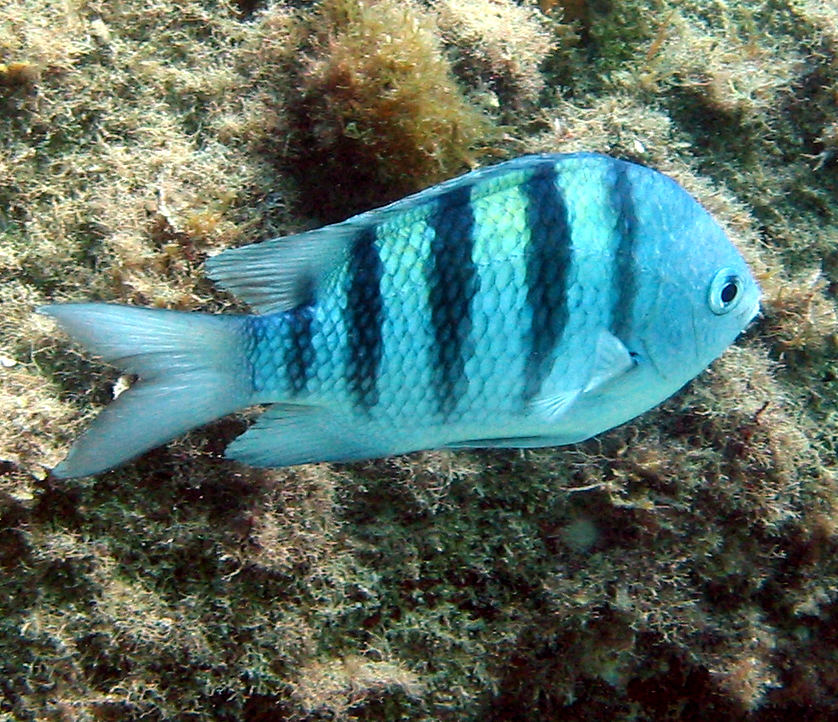
Abudefduf saxatilis fotografiat al Brasil.

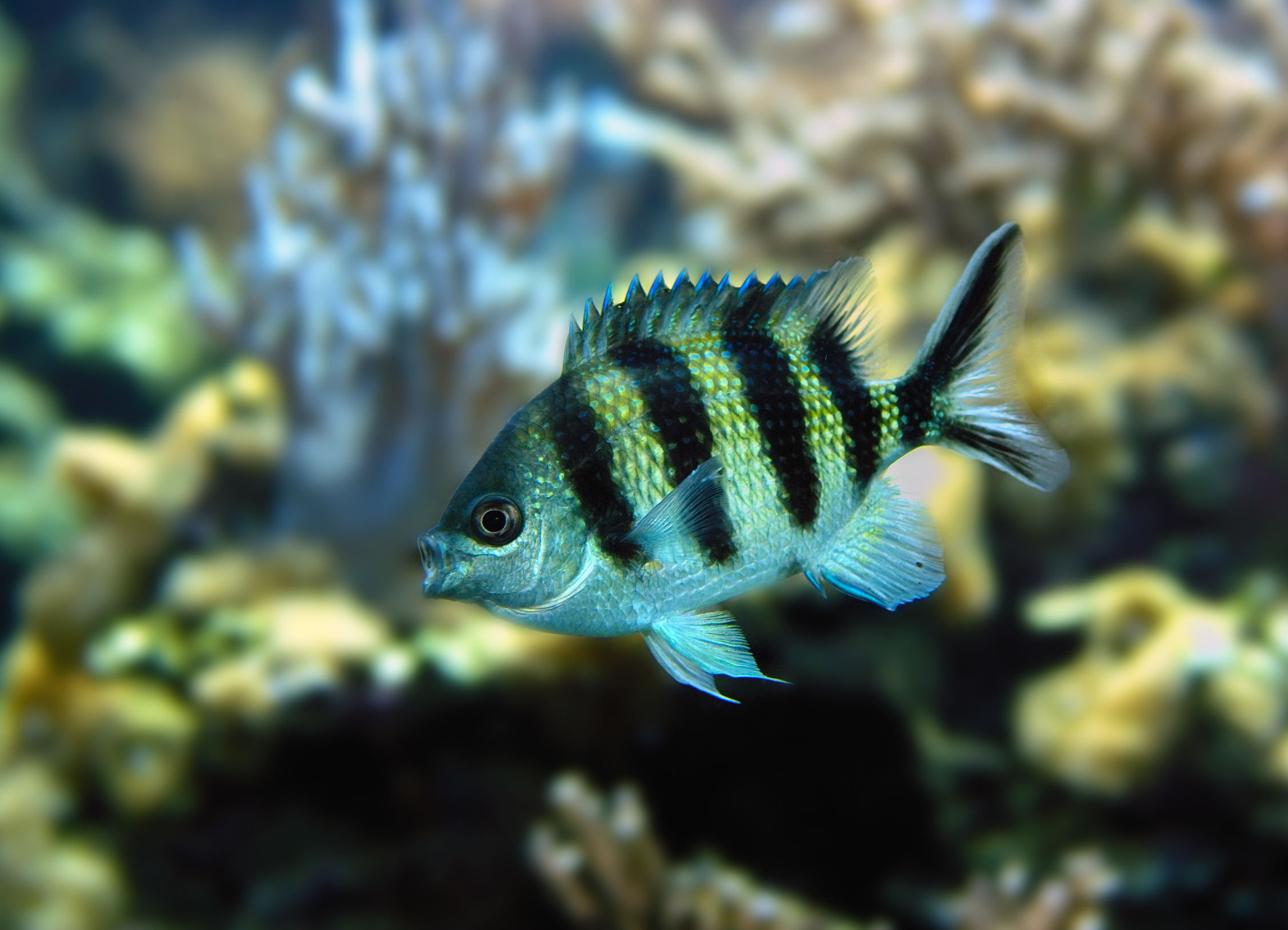
Abudefduf sexfasciatus

 Abudefduf és un gènere de peixos de la família dels pomacèntrids i de l'ordre dels perciformes.

## Taxonomia
- Abudefduf abdominalis (Quoy i Gaimard, 1825)[1]
- Abudefduf barffi (Curtiss, 1938)
- Abudefduf bengalensis (Bloch, 1787)[2]
- Abudefduf bicolor (Rochebrune, 1880)
- Abudefduf concolor (Gill, 1862)[3]
- Abudefduf conformis (Randall i Earle, 1999)
- Abudefduf declivifrons (Gill, 1862)[3]
- Abudefduf hoefleri (Steindachner, 1881)[4]
- Abudefduf lorenzi (Hensley and Allen, 1977)[5]
- Abudefduf luridus (Cuvier a Cuvier i Valenciennes, 1830)[6]
- Abudefduf manikfani (Jones i Kumaran, 1970)
- Abudefduf margariteus (Cuvier a Cuvier and Valenciennes, 1830)[6]
- Abudefduf natalensis (Hensley i Randall, 1983)[7]
- Abudefduf notatus (Day, 1870)[8]
- Abudefduf saxatilis (Linnaeus, 1758)[9]
- Abudefduf septemfasciatus (Cuvier a Cuvier i Valenciennes, 1830)[6]
- Abudefduf sexfasciatus (Lacépède, 1801)[10]
- Abudefduf sordidus (Forsskål, 1775)[11]
- Abudefduf sparoides (Quoy i Gaimard, 1825)[12]
- Abudefduf taurus (Müller i Troschel a Schomburgk, 1848)[13]
- Abudefduf theresae (Curtiss, 1938)
- Abudefduf trilineatus (Wang, 1941)
- Abudefduf troschelii (Gill, 1862)[3]
- Abudefduf vaigiensis (Quoy i Gaimard), 1825)[14]
- Abudefduf whitleyi (Allen i Robertson, 1974)[15][16][17][18]